# 데일의 원리
데일의 원리(Dale's principle. Dale's law)란 하나의 신경 세포는 한 종류의 신경전달물질만 분비할 수 있다는 가설이다.
데일의 원리란 명칭은 이를 주장한 헨리 핼릿 데일에서 유래하였는데, 그는 하나의 세포가 서로 반대의 효과를 갖는 전달물질을 분비할 이유가 없다고 가정했다. 그러나 후에 세포는 큰 소포체(LDCV)와 작은 소포체(SCSV, SSV, SLMV)를 통해 두 종류 이상의 신경전달물질을 분비할 수 있음이 밝혀지면서 이 가설은 파기되었다.